# Гемков, Себастьян
Себастьян Гемков (род. 27 июля 1978 года в городе Лейпциг) — немецкий юрист и политик, депутат ландтага Саксонии пятого созыва, член фракции ХДС, спикер информационной политики фракции ХДС. Министр юстиции Саксонии (2014—2019), министр науки Саксонии (с 20 декабря 2019 года).

## Биография
С 1998 по 2004 год Себастьян Гемков изучал юриспруденцию в Лейпцигском, Гамбургском и Берлинском университетах. После первого государственного экзамена в 2004 году он работал клерком в Лейпциге, в 2006 году он сдал второй государственный экзамен и впоследствии стал работать адвокатом.
Женат, отец трёх детей.

## Политика
Член партии ХДС с 1998 года. В 2009 году был избран прямым кандидатом в избирательном округе Лейпциг 2 в саксонский ландтаг, набрав 28,5 % голосов. В парламенте был членом Комитета по образованию, науке, культуре и информационной политики, членом Комиссии по проверке полномочий, членом Комитета парламентского контроля и членом первого Следственного комитета Саксонского парламента пятого созыва по отходам и беспорядку.

## Другая деятельность
С 2010 года — президент «Парламентского форума стран Центральной и Восточной Европы», беспартийной ассоциации Саксонского парламента, лидеров бизнеса и общества, которая способствует сотрудничеству между политическими и общественными деятелями Саксонии и Центральной и Восточной Европы с целью поддержки социального развития, культуры, науки и экономики.